# Endofibrose de l'artère iliaque externe
 Mise en garde médicale
L'endofibrose de l'artère iliaque externe (également appelée endofibrose artérielle induite par l'effort ou encore endofibrose du cycliste) est une pathologie vasculaire du sportif caractérisée par un épaississement de l'intima de l'artère iliaque externe à l'origine d'une sténose progressive de cette dernière. Cette sténose entraîne une réduction du flux sanguin dans le membre inférieur en aval et s'accompagne de phénomènes cliniques plus ou moins marqués incluant une baisse des performances sportives.

## Dénomination
La pathologie est traditionnellement connue sous le nom d' « endofibrose de l'artère iliaque externe ». Néanmoins d'autres artères voisines, telles que l'artère iliaque commune ou encore l'artère fémorale (commune ou superficielle) peuvent aussi être incriminées bien que plus rarement (10 % des cas),. C'est pour cette raison que la dénomination plus générale d' « endofibrose artérielle induite par l'effort » est employée. Compte tenu de la forte prévalence chez les cyclistes de haut niveau, l'appellation « endofibrose du cycliste » est aussi rencontrée. Celle-ci ne rend toutefois pas compte de la survenue de la pathologie chez les pratiquants d'autres disciplines sportives.

## Physiopathologie
L'endofibrose de l'artère iliaque externe est une pathologie vasculaire non-athéromateuse,. Sur le plan histologique, il existe un épaississement de l'intima en lien avec une accumulation sous-endothéliale de tissu conjonctif lâche associant collagène, élastine et cellules musculaires lisses (myofibroblastes),. Cet épaississement est à l'origine d'un rétrécissement du calibre artériel (sténose) et donc d'une diminution du flux sanguin à destination des muscles. C'est cette diminution de l'apport sanguin musculaire pendant l'effort qui est responsable de la symptomatologie clinique.
Plusieurs facteurs, pour l'essentiel mécaniques, seraient impliqués dans le développement de cet épaississement intimal. Dans le cadre du cyclisme, le positionnement aérodynamique sur le vélo est à l'origine d'une hyperflexion de la hanche qui contribue à comprimer et étirer l'artère au cours de l'exercice,. Des facteurs anatomiques particuliers pourraient concourir à majorer les contraintes mécaniques exercées sur l'artère. Une hypertrophie du muscle psoas peut ainsi réduire la mobilité de l'artère iliaque externe ou induire une plicature sur cette dernière, favorisant la survenue de la pathologie,. L'hyperdébit artériel induit par l'effort physique pourrait aussi  causer un stress mécanique sur les parois. Des facteurs métaboliques ont aussi été incriminés tels qu'une hyperhomocystéinémie.

## Épidémiologie
Les données épidémiologiques sont assez pauvres (compte tenu de la rareté de la pathologie et de son caractère probablement sous-diagnostique) et proviennent principalement de séries de cas.
L'endofibrose iliaque externe touche les sportifs de haut niveau. Les cyclistes professionnels sont les plus fréquemment atteints mais cette pathologie se rencontre également dans le cadre d'autres sports d'endurance tels que le triathlon, la course de fond ou encore le patinage de vitesse,. 
Il existe une nette prédominance masculine (80 % des cas). Les sujets touchés sont jeunes, âgés de moins de 40 ans.

## Diagnostic

### Signes fonctionnels
Une authentique claudication vasculaire est rarement présente et dans ce contexte sportif le signe d'alerte est souvent une diminution inexpliquée des performances. Du côté atteint, les signes fonctionnels rapportés dans la littérature incluent à l'effort : un inconfort voire une douleur (en particulier de la cuisse), un gonflement, un engourdissement, une faiblesse ou encore une impression de durcissement du membre inférieur. La résolution des symptômes à l'arrêt de l'effort est un élément souligné par de nombreux auteurs. Un consensus d'experts a retenu le triptyque faiblesse du membre inférieur - douleur de la cuisse - survenue des symptômes à l'effort avec disparition dans les 5 minutes suivant l'arrêt de l'effort comme étant le plus évocateur d'endofibrose de l'artère iliaque externe.
L'examen clinique est classiquement assez pauvre. Il a été rapporté la présence d'un bruit systolique à l'auscultation de l'aine lors de la flexion de la hanche. Ce signe est toutefois peu spécifique et peut être retrouvé chez des sujets sains. La réalisation d'un test d'effort jusqu'à reproduction de la douleur suivi d'une mesure immédiate de la pression artérielle au niveau de la cheville permet de rechercher une diminution de cette pression artérielle (ainsi qu'une asymétrie de pression entre les deux jambes). Cette altération de la pression artérielle systolique à la cheville est jugée par un consensus d'experts comme étant un élément fiable dans le diagnostic clinique d'endofibrose de l'artère iliaque externe.

### Examens paracliniques
L'échographie Doppler peut retrouver en mode B un épaississement échogène de la paroi artérielle et confirmer le rétrécissement de la lumière. En Doppler pulsé, il est possible de retrouver des altérations vélocimétriques lors d'une épreuve d'effort (flux turbulent avec étalement spectral). L'étude en Doppler pulsé au repos est quant à elle généralement normale. Un consensus d'expert considère l'échographie Doppler comme l'examen d'imagerie le plus pertinent pour le diagnostic et réserve l'imagerie en coupes (angioscanner et angio-IRM) pour les cas douteux ou en cas de discordance entre écho-Doppler et examen clinique.

## Traitement
Concernant le traitement, il y en a trois principaux : des médicaments pour réduire le tissu cicatriciel, une angioplastie pour élargir l’artère ou une intervention chirurgicale pour contourner la section obstruée de l’artère.

## Cyclistes ayant souffert de cette pathologie
- Fabio Aru
- Pauline Ferrand-Prévot[5],[6]
- Bob Jungels[7],[8]
- Edwige Pitel[9]
- Sarah Roy
- Amanda Spratt
- Annemiek van Vleuten
- Marion Sicot
- Jonas Rickaert
- Marianne Vos
- Zdeněk Štybar
- Roxane Fournier
- Eddy Finé[10]